# Divadlo Kampa
Divadlo Kampa, někdejší Malé Nosticovo divadlo (v minulosti též Divadlo Nablízko, Divadlo Čertovka) je malá divadelní scéna v Praze 1 na Malé Straně. Divadlo bylo založeno v roce 2010. Nachází se v areálu paláce Michnů z Vacínova v ulici Nosticova č. 634/2a. Ředitelkou Divadla Kampa je od roku  2014 Iveta Dušková.

## Popis

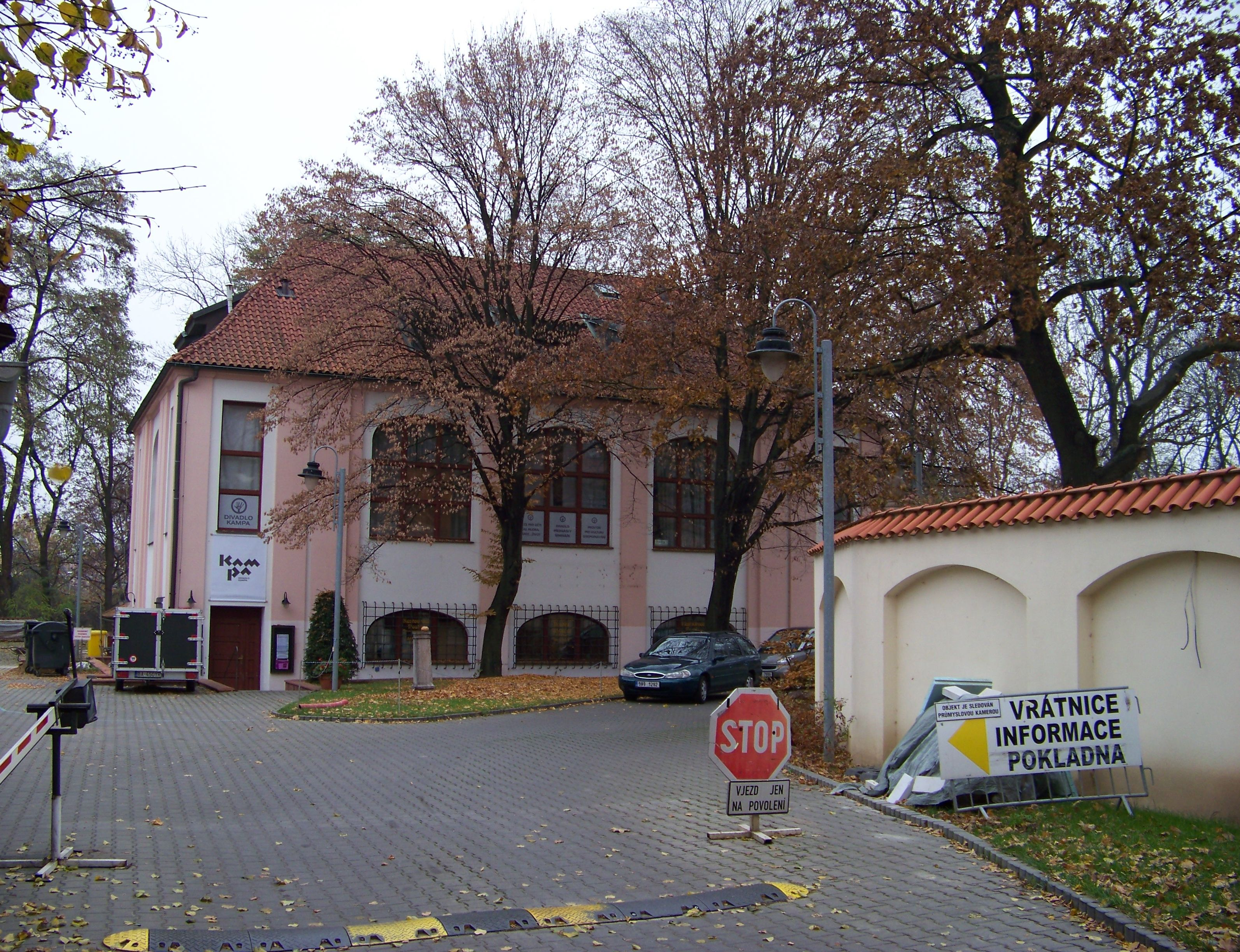
Malé Nosticovo divadlo

Historická budova Nosticova malého divadla se nachází v areálu paláce Michnů z Vacínova, dnes sídla České obce sokolské. Od 19. století v průběhu let v objektu působily různé divadelní spolky (Malé Nosticovo divadlo, Divadlo Nablízko, Divadlo Čertovka), bývaly zde také městské vodní lázně.
Divadelní sál Malého Nosticova divadla pojme maximálně 80 diváků, dalších 20 osob do podkroví.